# Hymenolaimus malacorhynchos
El pato azul  (Hymenolaimus malacorhynchos) es una especie de ave anseriforme de la familia Anatidae endémica de Nueva Zelanda. En maorí recibe el nombre de whio.